# ファイゲンバウム定数
ファイゲンバウム定数（Feigenbaum constant）は、ミッチェル・ファイゲンバウムの名にちなんで名付けられた、2つの数学定数である。
両方とも分岐図の比に表れる。
1975年にファイゲンバウムにより発見された。これらの数は、証明はされていないが、超越数であろうと考えられている。

## 定義
次のような差分方程式の{\displaystyle \mu }の変化による分岐において、
{\displaystyle x_{n+1}=f(x_{n})=1-\mu |x_{n}|^{z},\qquad (z>0,\ n=1,\ 2,\ 3,\ \cdots )}
1つめのファイゲンバウム定数{\displaystyle \delta }は、
{\displaystyle \delta _{z}=\lim _{i\rightarrow \infty }{\dfrac {\mu _{i}-\mu _{i-1}}{\mu _{i+1}-\mu _{i}}}}
2つめのファイゲンバウム定数{\displaystyle \alpha }は、
{\displaystyle \alpha _{z}=\lim _{i\rightarrow \infty }{\dfrac {d_{i}}{d_{i+1}}}}
で与えられる。上記の差分方程式では周期倍分岐が発生し、{\displaystyle i}番目の周期倍分岐毎に{\displaystyle x_{n}}の振る舞いは{\displaystyle 2^{i}}周期振動に変化する。ここで、{\displaystyle \mu _{i}}は{\displaystyle i}番目の周期倍分岐点における{\displaystyle \mu }の値、{\displaystyle d_{i}}は{\displaystyle 2^{i}}周期振動における0に近い側の分岐の枝の幅。
{\displaystyle z}の値によって、{\displaystyle \delta _{z}}、{\displaystyle \alpha _{z}}の値は変化する。

## z = 2のとき

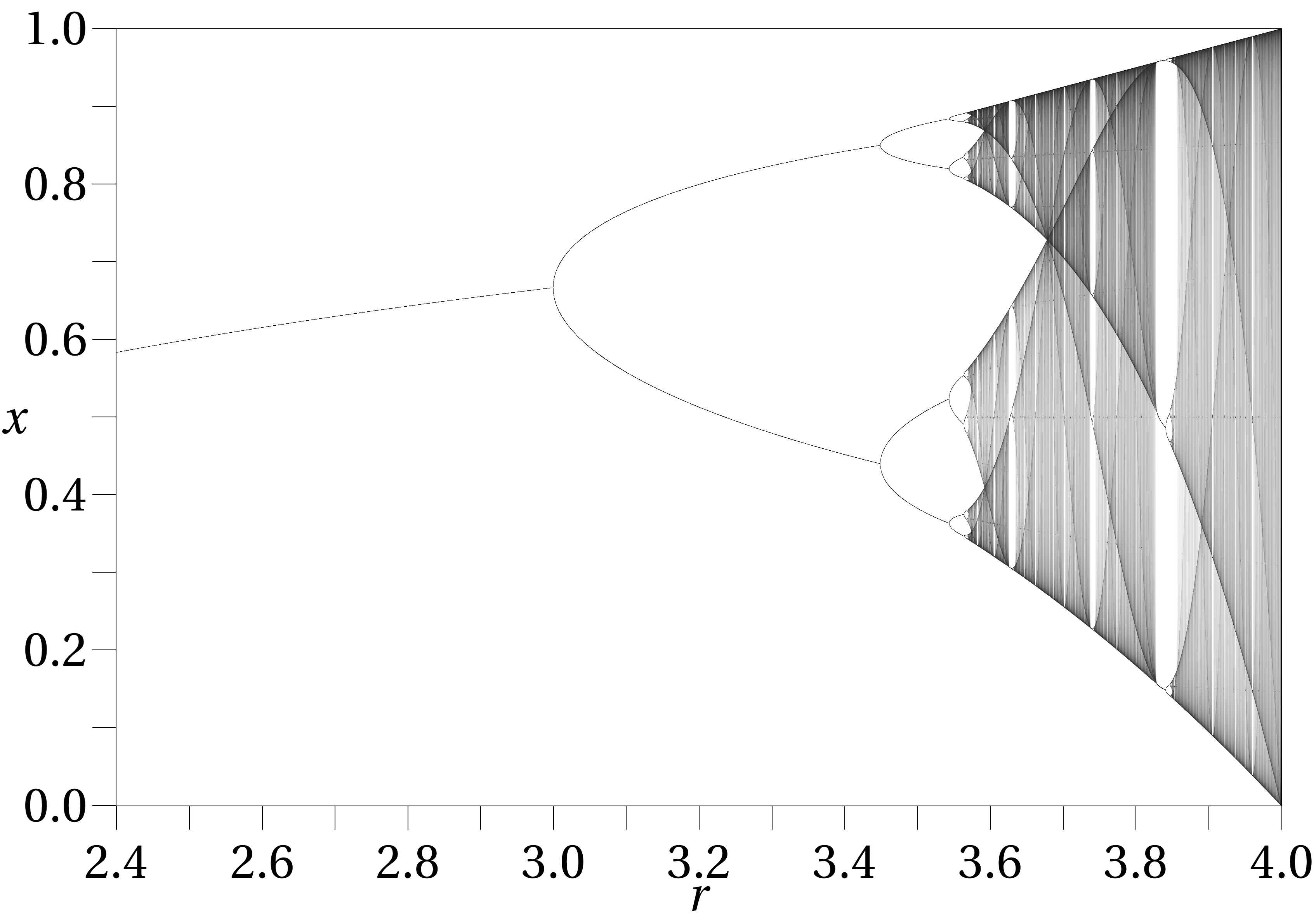
ロジスティック写像の分岐図
図中では

{\displaystyle z=2}のときはファイゲンバウム定数は以下のような値に収束する。
{\displaystyle \delta _{2}=\lim _{i\rightarrow \infty }{\dfrac {\mu _{i}-\mu _{i-1}}{\mu _{i+1}-\mu _{i}}}=4.669201609\cdots }
（オンライン整数列大辞典の数列 A006890）
{\displaystyle \alpha _{2}=\lim _{i\rightarrow \infty }{\dfrac {d_{i}}{d_{i+1}}}=2.502907875\cdots }
（オンライン整数列大辞典の数列 A006891）
これは基となる差分方程式がロジスティック写像の場合に相当する。特に、単にファイゲンバウム定数{\displaystyle \delta }と言えば、上記の{\displaystyle \delta _{2}=4.669201609\cdots }のことを指す場合が多い。
ファイゲンバウム定数は分岐図における分岐の間隔を意味する他、マンデルブロ集合における連続する2つの円の直径の正弦比を表す。